# Lithomoia cinerascens
Lithomoia cinerascens là một loài bướm đêm trong họ Noctuidae.